# Laguna Carimagua
Laguna Carimagua är en sjö i Colombia.   Den ligger i departementet Meta, i den centrala delen av landet, 300 km öster om huvudstaden Bogotá. Laguna Carimagua ligger 163 meter över havet. Arean är 1,7 kvadratkilometer. Trakten runt Laguna Carimagua består i huvudsak av gräsmarker. Den sträcker sig 2,0 kilometer i nord-sydlig riktning, och 2,1 kilometer i öst-västlig riktning.